# 福島洋 (経済産業技官)
福島 洋（ふくしま ひろし、1962年11月6日 - ）は、日本の経済産業技官。初代経済産業省大臣官房技術総括・保安審議官として、新設された産業保安グループのトップを務めた。

## 人物・経歴
埼玉県上尾市出身。埼玉県立浦和高等学校を経て、1987年東北大学大学院工学研究科修了、通商産業省入省。経済産業省製造産業局化学物質管理課長等を経て、2010年経済産業省産業技術環境局研究開発課長。
2012年経済産業省商務情報政策局ヘルスケア産業課長。2013年経済産業省大臣官房参事官。2015年経済産業省大臣官房審議官（製造産業局担当）。2017年から商務情報政策局の組織再編により産業保安グループが新設されたことを受け、経済産業省商務流通保安グループ審議官（産業保安担当）を経て、経済産業省大臣官房技術総括・保安審議官兼商務情報政策局産業保安グループ長を務め、新体制での産業保安行政の強化を進めた。
2019年経済産業省退官、岩谷産業常務執行役員環境保安担当。2020年岩谷産業専務執行役員。2022年岩谷産業取締役専務執行役員技術・エンジニアリング本部長 中央研究所、岩谷水素技術研究所各担当、環境保安担当、水素エネルギー担当。